# Rio Innoko
O rio Innoko (/ɪˈnoʊkoʊ/; em deg xinag: Yooniq) é um curso de água dos Estados Unidos, situado no estado do Alasca. Possui cerca de 805 quilômetros de extensão e é um importante afluente do rio Yukon.

## Curso
O rio nasce ao sul da Montanha Cloudy, nas Montanhas Kuskokwim, dentro do Refúgio Nacional de Vida Selvagem Innoko. De sua nascente, flui inicialmente em direção norte e depois desvia para sudoeste, até desaguar na margem esquerda do rio Yukon, nas proximidades da cidade de Holy Cross.
A maior parte do curso superior do Innoko atravessa regiões remotas e pouco habitadas, sendo que toda a extensão do rio localiza-se na Região Censitária de Yukon-Koyukuk.

## Toponímia
O nome Innoko tem origem na língua dos Deg Hit'an, um povo indígena do Alasca. Durante o período colonial russo no Alasca, o rio recebeu diversas denominações alternativas, entre elas Shiltonotno, Legon ou Tlegon, Chagelyuk ou Shageluk e Ittege.